# Saint-Hippolyte-de-Caton
Saint-Hippolyte-de-Caton ist eine französische Gemeinde im Département Gard in der Region Okzitanien. Sie gehört zum Arrondissement Alès und zum Kanton Alès-3. Nachbargemeinden sind Deaux im  Westen, Monteils im Nordwesten, Saint-Just-et-Vacquières im Nordosten, Euzet im Osten, Saint-Jean-de-Ceyrargues im Südosten, Saint-Césaire-de-Gauzignan im Süden und Martignargues und Saint-Étienne-de-l’Olm im Südwesten.
Émile Espérandieu (1857–1939), Militär, Klassischer Archäologe und Epigraphiker, wurde in Saint-Hippolyte-de-Caton geboren.

## Bevölkerungsentwicklung
| Jahr      | 1962 | 1968 | 1975 | 1982 | 1990 | 1999 | 2008 | 2017 |
| --------- | ---- | ---- | ---- | ---- | ---- | ---- | ---- | ---- |
| Einwohner | 161  | 138  | 131  | 135  | 158  | 158  | 205  | 213  |